# 松河戸町
松河戸町（まつかわどちょう）は、愛知県春日井市中南部にある地名。現行行政町名としては松河戸町1丁目から松河戸町6丁目と松河戸町。

## 地理
春日井市南西端に位置し、西は愛知町・細木町・長塚町、南は名古屋市守山区大字川・川東山・川宮町、北は小野町・町田町、北東は中切町に隣接している。

### 河川
- 庄内川 ： 町の南部を西流。

### 用水
- 上条用水

## 世帯数と人口
2019年（平成31年）4月1日現在の世帯数と人口は以下の通りである。
| 町丁・丁目    | 世帯数    | 人口    |
| ------------- | --------- | ------- |
| 松河戸町      | 47世帯    | 75人    |
| 松河戸町1丁目 | 176世帯   | 481人   |
| 松河戸町2丁目 | 215世帯   | 515人   |
| 松河戸町3丁目 | 263世帯   | 639人   |
| 松河戸町4丁目 | 272世帯   | 659人   |
| 松河戸町5丁目 | 140世帯   | 391人   |
| 松河戸町6丁目 | 101世帯   | 252人   |
| 計            | 1,214世帯 | 3,012人 |

### 人口の変遷
国勢調査による人口の推移
| 1995年（平成7年）  | 1,269人 | [ 7 ]  |  |
| 2000年（平成12年） | 1,635人 | [ 8 ]  |  |
| 2005年（平成17年） | 2,039人 | [ 9 ]  |  |
| 2010年（平成22年） | 2,258人 | [ 10 ] |  |
| 2015年（平成27年） | 2,816人 | [ 11 ] |  |

## 学区
市立小・中学校に通う場合、学区は以下の通りとなる。また、公立高等学校に通う場合の学区は以下の通りとなる。
| 町丁・丁目    | 番・番地等 | 小学校               | 中学校               | 高等学校 |
| ------------- | ---------- | -------------------- | -------------------- | -------- |
| 松河戸町      | 全域       | 春日井市立小野小学校 | 春日井市立中部中学校 | 尾張学区 |
| 松河戸町1丁目 | 全域       | 春日井市立小野小学校 | 春日井市立中部中学校 | 尾張学区 |
| 松河戸町2丁目 | 全域       | 春日井市立小野小学校 | 春日井市立中部中学校 | 尾張学区 |
| 松河戸町3丁目 | 全域       | 春日井市立小野小学校 | 春日井市立中部中学校 | 尾張学区 |
| 松河戸町4丁目 | 全域       | 春日井市立小野小学校 | 春日井市立中部中学校 | 尾張学区 |
| 松河戸町5丁目 | 全域       | 春日井市立小野小学校 | 春日井市立中部中学校 | 尾張学区 |
| 松河戸町6丁目 | 全域       | 春日井市立小野小学校 | 春日井市立中部中学校 | 尾張学区 |

## 歴史
春日井郡（東春日井郡）松河戸村を前身とする。

### 沿革

#### 大字松河戸
- 1889年（明治22年）10月1日 - 町村制施行・合併に伴い、東春日井郡小野村大字松河戸となる[14]。
- 1906年（明治39年）7月16日 - 合併に伴い、鳥居松村大字松河戸となる[14]。
- 1943年（昭和18年）6月1日 - 合併・市制施行に伴い、春日井市大字松河戸となる[14]。
- 1948年（昭和23年）1月1日 - 全域が松新町・松河戸町となり廃止[14]。

#### 松河戸町
- 1948年（昭和23年）1月1日 - 大字松河戸の一部より、松河戸町が成立[14]。
- 1978年（昭和53年） - 一部が小野町となる[14]。
- 1980年（昭和55年） - 一部が愛知町・細木町・町田町・森山田町となる[14]。
- 2016年（平成28年）11月19日 - 1～6丁目を設置。一部が細木町・町田町・小野町・中切町となる[5]。

## 交通

### 鉄道
地内に駅は存在しない。最寄駅は以下の通り。
- JR中央本線 勝川駅
- 名古屋ガイドウェイバスガイドウェイバス志段味線（ゆとりーとライン） 川村駅

### 道路

#### 高速自動車国道
- 名古屋第二環状自動車道 ： (10)松河戸IC

なお、庄内川対岸の名古屋市守山区内には小幡ICが存在する、

#### 国道
- 国道302号（名古屋環状2号線） -　松河戸町3丁目の中に小野町1丁目交差点が存在する。

#### 県道
- 愛知県道30号関田名古屋線 ：町の東部を縦断。
- 愛知県道162号松河戸西枇杷島線 ： 地内が起点。

## 施設
- タクマ食品本社
- 新東名印刷 松河戸工場
- 南部浄化センター
- 西友松河戸店
- DCM松河戸インター店
- 湯ごころゆるり(春日井笑福の湯から改名)
- 道風記念館
- 白山神社
- 昌福寺
- 観音寺
- 道風公園

## その他

### 日本郵便
- 郵便番号 : 486-0932[3]（集配局：春日井郵便局[15]）。